# 257
Năm 257 là một năm trong lịch Julius. 